# Daina House
Daina House (Dallas, Texas; 30 de diciembre de 1954) es una antigua modelo y actriz. Fue Playmate del Mes para la revista Playboy en enero de 1976. Fue fotografiada por Ken Marcus.
House, a veces acreditada como "Dana" House, apareció en el corto de comedía Off the Wall en 1977, y ha tenido numerosos papeles pequeños en otros espectáculos.
Es ahora una dirigente de ministerio en la Iglesia del Camino en Van Nuys, California.